# Анциферово (Красноярский край)
Анциферово — деревня в Енисейском районе Красноярском крае России. Входит в состав Погадаевского сельсовета.
Расположена на левом берегу Енисея в 50 км к северу от Енисейска.

## История
Первое зимовье на месте будущей деревни Анциферово Енисейского уезда было заложено в 1639 году крестьянином Исаем Кытмановым. Первоначально поселение называлось Анциферов Луг. В 1859 году крестьяне деревень Анциферовской, Баженовой и Михалевой решили строить в Анциферове деревянную церковь в честь Святого Николая Чудотворца. Михайло Кытманов пожертвовал на строительство церкви две тысячи рублей серебром, колокола приобрёл Филипп Ермаков. Остальные средства собрали жители деревень, в которых проживали 752 человека. Церковь была построена в 1865 году и освящена 10 января 1868 года. 14 декабря 1875 года церковь сгорела, но иконы, иконостас и церковное имущество удалось спасти. В 1880 году на деньги купца Игнатия Кытманова была заложена уже каменная церковь, строительство которой продолжалась два года.
В 1864 году в деревне было открыто сельское училище с библиотекой, книги и журналы для которой пожертвовали частные лица. В 1878 году в деревне было уже 60 дворов, где проживали 179 человек. В 1883 году купец Игнатий Кытманов на свои средства устроил в Анциферово богадельню.
В 1884 году на основании общего положения о крестьянах в деревне Анциферовской был открыт сословный волостной суд, устроенный для разбора тяжб между крестьянами.
19 февраля 1911 года в Анциферовской деревне установили памятник Александру II в честь отмены крепостного права в России. Во времена Советского Союза памятник был передан в Енисейский краеведческий музей.
В мае 1917 года в селе состоялся съезд крестьянских делегатов со всей Анциферовской волости. Председателем был избран Иван Роне. Должность начальника волостной милиции получил младший унтер-офицер Лаврентий Тетерин. На том же съезде было решено упразднить сельских старост и все дела передать сельским управам.

## Население
| 2010 | 2016 |
| ---- | ---- |
| 208  | ↘201 |

## Современность
Действуют общеобразовательная школа, детский сад, клуб и библиотека, фельдшерско-акушерский пункт, храм Святителя Николая, построенный в XIX веке.
Рассматриваются перспективы по реставрации храма, строительству новой фермы и дороги к деревне, которое начнётся в 2019—2020 годах.
Деревенский клуб, открытый в 1984 году, ныне не действует. Здание, в котором он располагался было построено ещё в середине XIX веке. Клуб отапливался дровяной печью, зрительный зал, библиотека и методические кабинеты ютились в маленьких тесных и неприспособленных помещениях. В 2018 году в деревне открылся культурно-досуговый центр «Добро», расположившийся в современном модульном здании, оборудованном необходимой световой и звуковой аппаратурой. Деньги на строительство были выделены из краевого бюджета, строительством занималось АО «Стальмонтаж». Материалы для строительства завозились наземными машинами зимой. В честь открытия нового клуба были проведены культурные мероприятия: выступление музыкальных ансамблей и коллективов, мастер-классы.
Так как условия в старом здании фельдшерско-акушерского пункта были плохими (печное отопление, обваливалась штукатурка, сгнили полы, протекали потолки), было решено построить новый. В 2019 году медицинское учреждение переехало в специально сооружённое быстровозводимое модульное здание с собственной котельной. Также помимо нового здания медики получили новое оборудование.

## Экономика
В 1883 году в деревне Анциферово из промышленных заведений имелось пять водяных мукомольных мельниц, одна из них принадлежала крестьянину Никите Ермакову. Питейное заведение, принадлежавшее сельскому обществу, с 1897 года располагалось в доме Иннокентия Кытманова. В 1905 году в селе была мелочная лавка енисейского мещанина Никофора Рыбникова, а также лавка енисейской мещанки Веры Фоминичны Гавриловой. С 1904 года существовала казенная винная лавка.
В советские годы в деревне был создан колхоз «Заветы Ильича». В 1972 году он вместе с колхозом им. Ленина из села Колмогорово был присоединен к колхозу имени Калинина в селе Погодаево, дав ему свое имя. Однако уже в 1988 году этот колхоз был разделен на два: колхоз имени Калинина с центром в Погодаеве и колхоз «Заветы Ильича» с центром в Анциферове. Причиной неудачного укрупнения хозяйства было то, что посевные площади находились на значительном удалении друг от друга. В данный момент в селе работает ООО «Анциферовское», которое занимается растениеводство и животноводством, являясь градообразующем предприятием.
Работают частные лесопильные предприятия.
Строится ферма.

## Транспорт
В зимнее время года в Анциферово можно добраться по автозимнику, летом местные жители ездят по берегу реки, через тайгу, а также пользуются речным транспортом.